# Helianthemum coulteri
Helianthemum coulteri là một loài thực vật có hoa trong họ Nham mân khôi. Loài này được S. Watson mô tả khoa học đầu tiên năm 1882.